# Ctenitis refulgens
Ctenitis refulgens là một loài thực vật có mạch trong họ Dryopteridaceae. Loài này được (Klotzsch ex Mett.) C. Chr. ex Vareschi miêu tả khoa học đầu tiên năm 1969.